# 드래곤관코과일박쥐
드래곤관코과일박쥐(Nyctimene draconilla)는 큰박쥐과에 속하는 박쥐의 일종이다. 뉴기니의 두 곳, 인도네시아 서파푸아와 파푸아뉴기니에서 발견된다. 커먼관코과일박쥐보다 약간 작고 겉모습이 아주 유사하며, 날개막 위의 반점이 더 많고 진하고, 송곳니는 더 작고 잛은 게 다르다. 이 두 종의 유사성은 혼동을 일으키는 원인이 된다. 파푸아뉴기니에서 조사한 바에 의하면 민물 습지와 강에서 서식한다.